# 理查德·鮑德勒·夏普

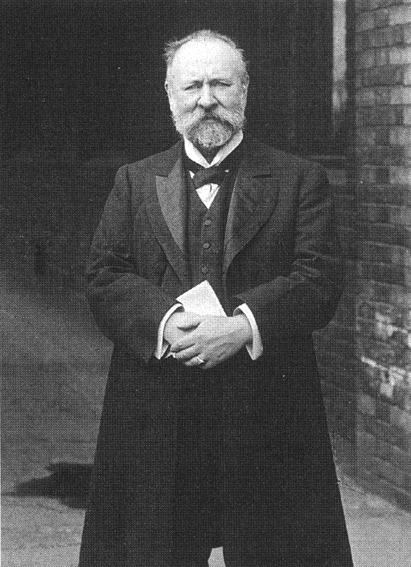
理查德·鮑德勒·夏普

理查德·鮑德勒·夏普（英語：Richard Bowdler Sharpe，1847年11月22日—1909年12月25日）是一位英國動物學家兼鳥類學家，於大英博物館擔任鳥類標本的策展人。在其職涯裡，夏普出版了一些有關鳥類的專著，並整理出博物館內鳥類標本的多冊目錄。